# Данина (село)
Данина́  — село в Україні, у Ніжинському районі Чернігівської області. Населення становить 552 особи. Входить до складу Лосинівської селищної громади.

## Історія
Село Данина відоме з 1627 року. Від часу першої писемної згадки і до 1920 року село мало назву «Данина», що походить від слів «данина», «дань». Контроверсійна думка, що у зв’язку з тим, що жителі села були змушені сплачувати данину татарським загарбникам, їх називали данницями. Хоча данину татарам платили жителі і інших поселень.
Експерти Інституту української мови НАН України також пов’язують походження назви населеного пункту із назвою географічного об’єкта – урочища Данина, яке згадується в деяких історичних документах.
Починаючи з 1860-тих років, в офіційних документах, в тому числі на мапах, фігурували русифіковані варіанти назви — Данине, Даніно, Доніно, Даніна Дівиця (1892 р.).
Станом на 1901 рік - в складі Володько-Дівицької волості Ніжинського повіту, з 1923 - центр сільської ради (також х.х. Писарівщина і Хижки) Носівського району Ніжинської округи.
05 лютого 1965 року Указом Президії Верховної Ради Української РСР передано сільради Носівського району: Данинську та Шатурську — до складу Ніжинського району.
7 вересня 2016 року селу повернута історична назва — Верховна Рада України постановила перейменувати село Данине Ніжинського району Чернігівської області на село Данина.
12 червня 2020 року, відповідно до розпорядження Кабінету Міністрів України № 730-р «Про визначення адміністративних центрів та затвердження територій територіальних громад Чернігівської області», увійшло до складу Лосинівської селищної громади.
19 липня 2020 року, в результаті адміністративно-територіальної реформи та ліквідації Ніжинського(1923 - 2020) району, увійшло до складу новоутвореного Ніжинського району.

## Релігія

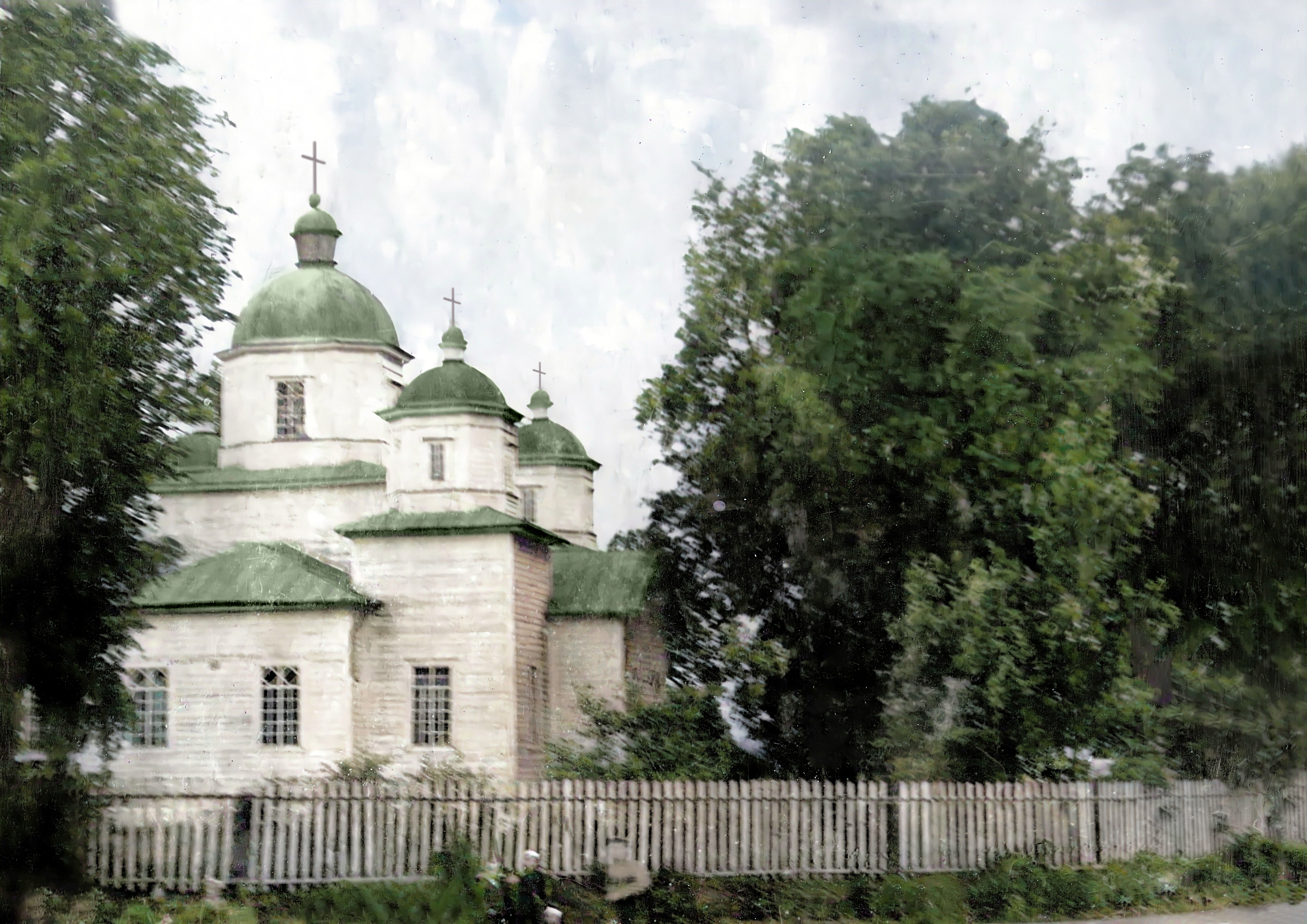
Свято-Троїцький храм до перебудови. с. Данина

Перша Архідияконо-Степанівська церква була побудована між 1767 та 1775 роками. 
Між 1883 та 1896 роками була перебудована в Свято-Троїцький храм. 
У радянський період будівля храму була переобладнана на зерносховище, а згодом на клуб. У процесі цих переформувань церква втратила свій аутентичний вигляд. 
З 1991 р. храм знову діє як релігійна організація.

## Освіта
У селі школа існувала ще до 1747 року.

## Спорт
У 2010 році був створений ФК «Сокіл», який у 2010 та 2011 роках посів 8 місце в чемпіонаті Ніжинського району з футболу.
24 грудня «Сокіл» брав участь у футзальному турнірі м. Ніжин СК «Зірка».
Шкільна футбольна команда «Сокіл-2» у 2011 році посіла 5 місце у розіграші чемпіонату району Ніжинського району з футболу.
Волейбольна команда Данинської загальноосвітньої школи у 2010 році посіла 4 місце у селищі Лосинівка, а 2011 року — 3 місце в турнірі, який проходив у селі Данине «Volley-ball Cup in Danyne».
У 2012 році «Сокіл» знову грав на першості району з футболу і зайняв 7 місце.
У 2013 році «Сокіл» виборов бронзові нагороди першості району серед команд Першої ліги. Пропустив вище лише «Фортуну» (Григоро-Іванівка) та «Юність» (Шатура)

## Уродженці села
- Кательницький Володимир Степанович — журналіст, громадський діяч.
- Тимошик Микола Степанович — журналіст, доктор філологічних наук, професор, академік АН вищої школи України, завідувач кафедри Київського інституту культури.
- Ушеренко Ганна Михайлівна — заслужений майстер народної творчості України.